# A4-es autópálya (Németország)

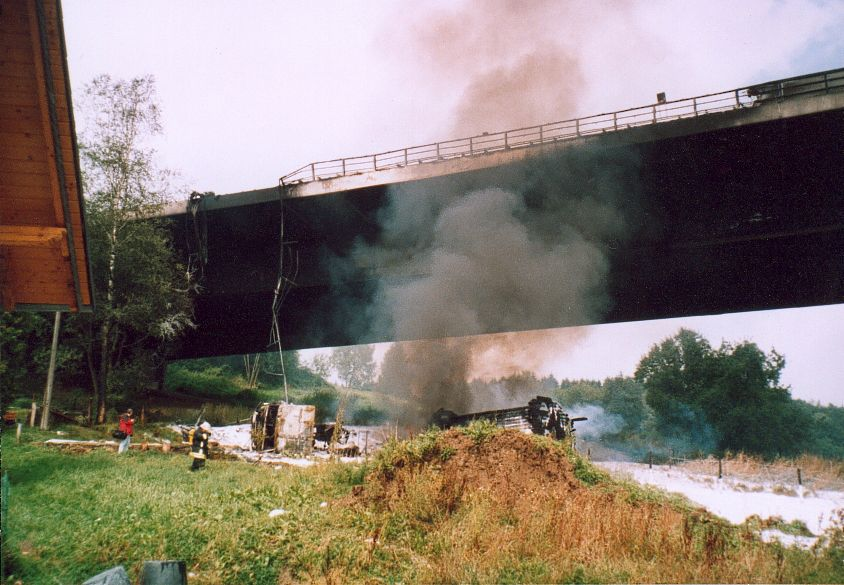
A Wiehltalbrücke-ről leesett tank

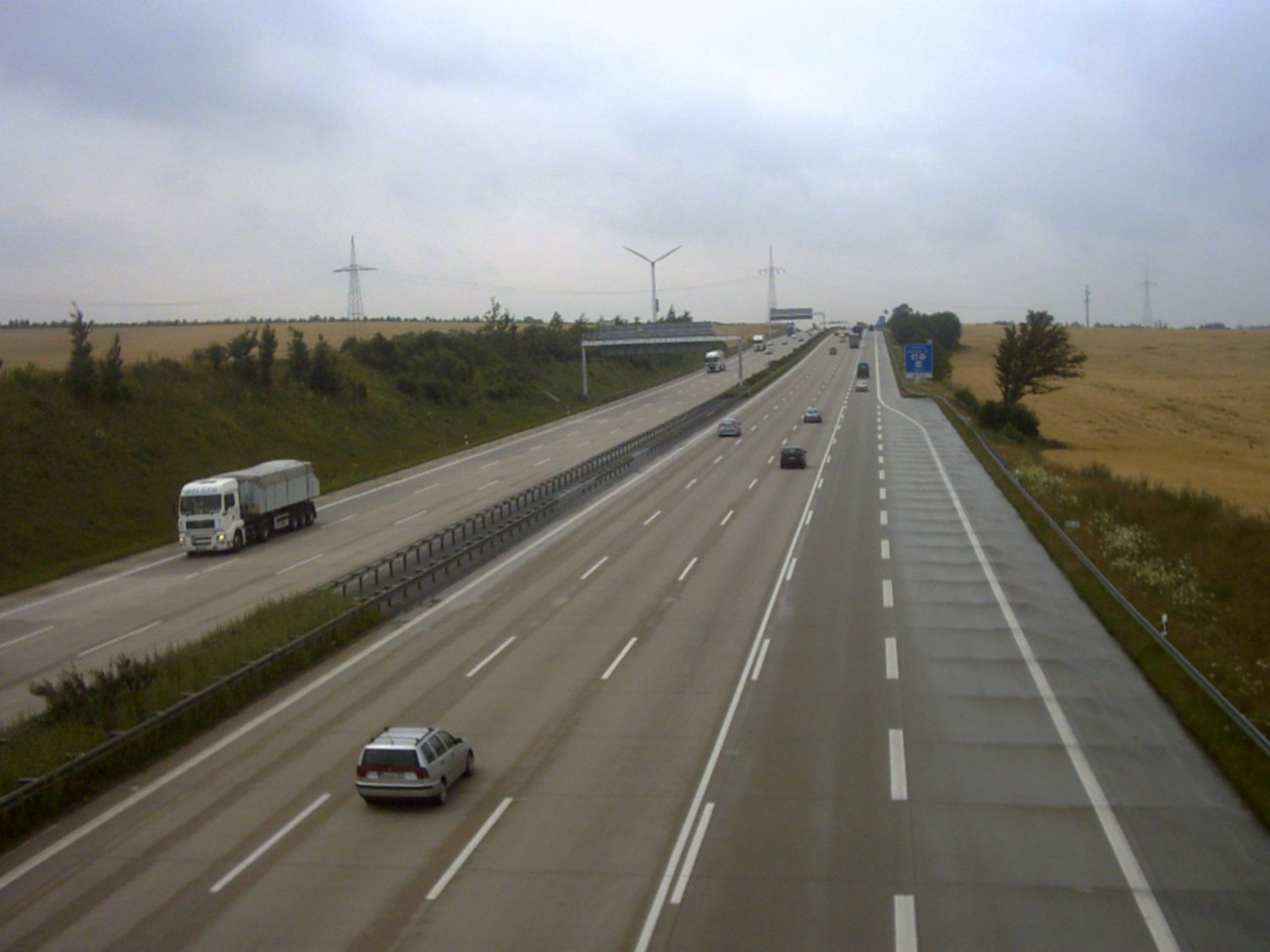
Az autópálya Drezda mellett

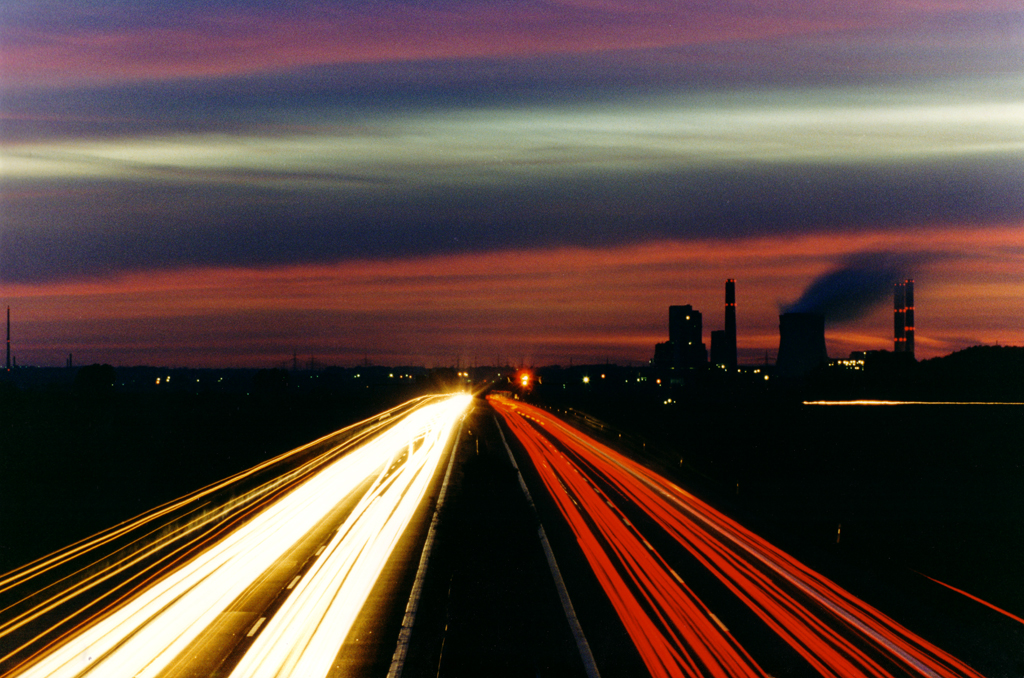
Naplementekor az A4-es

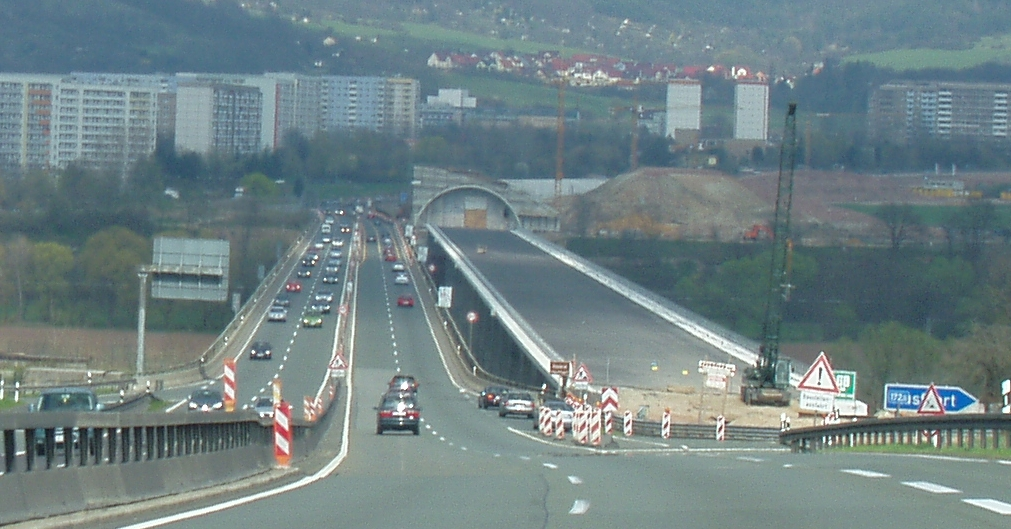
Az A4-es Jénánál

Az A4 (németül: Bundesautobahn 4, vagy röviden BAB 4) egy autópálya Németországban, nyugat-kelet irányban. Hossza 616 km.

## Útja
Az út a holland A76-os végétől, a német határnál fekvő aacheni határátlépőtől indul, A4 néven. Kölnt elhagyva a 30-as számú csomópontnál, Wendennél, véget ér az autópálya. Helyi utakon, terelőutakon lehet visszajutni, a Bad Hersfeldnél folytatódó A4-re. Wenden után, Kreuztal-Krombachnál az 508-as útra, majd a 62-re fordulva, az Alsfeld mellett elhaladó autópálya, 2-es számú csomópontjánál ráhajthatunk az A5-re. Innen 24 km-re a Bad hersfeldi 87-es számú csomópontnál, ismét az A4-en haladunk. Eisenachot, Erfurtot, Weimart és Jenát elhagyva, Geránál, az 56-os jelzésű csomópontnál találkozik az út az A9-cel. Crimmitschau és Glauchau mellett jut el Chemnitzhez. Itt északkeleti irányba fordulva, Roßwein és Drezda érintésével jut el a lengyel határnál fekvő Görlitzhez. Az út szintén A4-es néven halad tovább, Lengyelország területén.

## Statisztikák
- Az autópályán, a 24-es és a 25-ös számú csomópont között található, a 705 m hosszú Wiehltalbrücke, ahonnan 2004. augusztus 26-án leborult egy tank.